# Lion comique

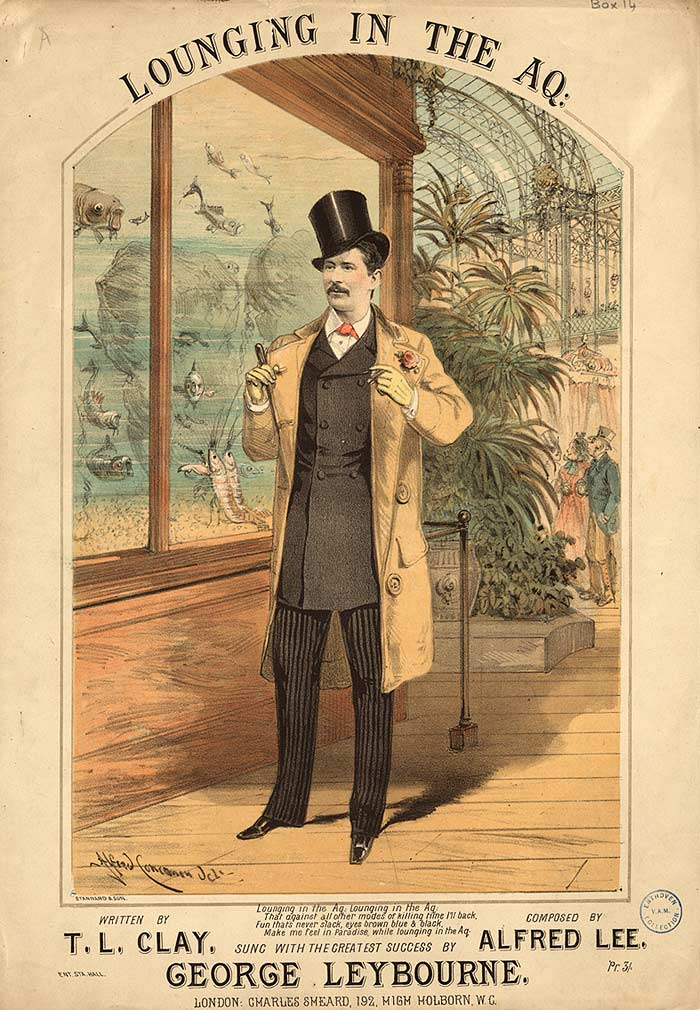
George Leybourne, uno de los primeros leones comiques, en la portada de un folleto con la partitura de una canción, por Alfred Concanen.

El león comique fue un tipo de artista popular en las salas de music hall victorianas, una parodia de los toffs o swells de clase alta que hicieron populares Alfred Vance y G. H. MacDermott, entre otros. Eran artistas cuyo aspecto sobre el escenario, en espléndido traje de tarde o noche (generalmente, frac), contrastaba con la imagen de dandi proletario con gorra y ropa de calle de la mayoría de sus contemporáneos del music hall.
Las canciones de los leones comiques eran «himnos en alabanza a las virtudes de la ociosidad, el donjuanismo y la bebida», quizás la más conocida de las cuales es Champagne Charlie de George Leybourne. El león comique distorsionaba deliberadamente la realidad social para divertimento y evasión.